# O Lobo de Snow Hollow
The Wolf of Snow Hollow (prt/bra: O Lobo de Snow Hollow) é um filme de comédia de terror americano de 2020 sobre uma pequena localidade, no estado de Utah, que aparentemente é aterrorizada nas noites de lua cheia por um lobisomem. Foi escrito e dirigido por Jim Cummings, que também integra o elenco ao lado de Riki Lindhome, Chloe East, Jimmy Tatro e Robert Forster. O filme é dedicado ao ator Robert Forster, pois foi o último de sua carreira, tendo a sua rodagem sido concluída pouco antes de sua morte em outubro de 2019.
Foi lançado durante a segunda onda da pandemia de COVID-19 nos Estados Unidos, em circulação limitada nos cinemas e em VOD a 9 de outubro de 2020 pela United Artists Releasing.

## Enredo
Um casal passa férias numa cabana alugada em Snow Hollow, Utah, quando, durante uma noite de lua cheia, são atacados. Após a descoberta do corpo mutilado de uma das vítimas, o vice-xerife John Marshall, que se debate com controlo de raiva, alcoolismo e um divórcio, e o seu pai, o quase reformado xerife Hadley Marshall, que padece de uma doença cardíaca, são chamados para tomar conta do caso, iniciando uma infrutífera caça ao responsável. Devido ao método do ataque e as poucas pistas encontradas, rapidamente, com o aumento de vítimas, começam a circular rumores sobre um possível "homem-lobo". Numa corrida contra o tempo e sem o apoio do FBI, apesar de contar com a ajuda da sua colega Julia, John sente-se cada vez mais isolado enquanto tenta descobrir o verdadeiro o culpado, seja ele besta ou homem.

## Elenco
- Jim Cummings como John Marshall
- Riki Lindhome como Detective Julia Robson
- Chloe East como Jenna Marshall
- Robert Forster como Xerife Hadley
- Jimmy Tatro como PJ Palfrey
- Annie Hamilton como Brianne Paulson
- Rachel Jane Day como Brittany Marshall
- Will Madden como Paul Carnury
- Marshall Allman como Jeremy
- Hannah Elder como Hannah Marten
- Kelsey Edwards como Liz Fairchild
- Anne Sward como Agente Carla
- Skyler Bible como Agente Guttierrez
- Demetrius Daniels como Agente Chavez
- Kevin Changaris como Agente Bo
- Daniel Fenton Anderson como Médico Legista Gary

## Produção
As filmagens ocorreram em Kamas, Utah em março de 2019.
O produtor Matt Miller conhecia Robert Forster de um projeto anterior e enviou o roteiro/argumento para o seu agente. O diretor Jim Cummings disse que esperava um 'não' educado, contudo Forster aceitou o papel porque o via como "um filme dramático sobre um relacionamento pai-filho e as complicações do envelhecimento e da saúde".

## Distribuição
Em setembro de 2020, a Orion Classics adquiriu os direitos de distribuição do filme.
Durante a escalada da segunda onda da pandemia de COVID-19 nos Estados Unidos, o filme teve um lançamento limitado nos cinemas a 9 de outubro de 2020 pela United Artists Releasing e em vídeo sob demanda no mesmo dia.

## Recepção

### Bilheteira
No fim de semana da sua estreia, o filme arrecadou US$ 91.943 em 112 cinemas.

### Resposta da Crítica
No agregador de críticas Rotten Tomatoes, o filme possui um índice de aprovação de 89% com base em 74 críticas, recebendo uma classificação média de 7.3/10. O consenso dos críticos do site diz: " The Wolf of Snow Hollow caminha um pouco instável entre o horror e a comédia, mas as sensibilidades únicas do escritor-diretor Jim Cummings criam um híbrido estranhamente assombroso". No Metacritic, o filme tem uma pontuação média ponderada de 67 em 100 valores com base em 13 críticas, indicando "críticas geralmente favoráveis".
John DeFore, do The Hollywood Reporter, deu ao filme uma crítica positiva e escreveu: "Suficientemente satisfatório como um filme de terror/slasher com um sabor de comédia negra, tem algum apelo comercial, mas não representa um passo à frente artisticamente". Brian Tallerico, do RogerEbert.com, premiou o filme com três estrelas e meia numa classificação máxima de quatro estrelas e escreveu: "O cenário coberto de neve e os policiais atrapalhados, juntamente com o senso de humor inexpressivo de Cummings, levaram a comparações com os irmãos Coen e há uma sensação de "Fargo encontra Bala de Prata" em alguns momentos de The Wolf of Snow Hollow, mas não é como se Cummings usasse as suas influências tão obviamente quanto alguns cineastas de gênero."
Peter Debruge, da Variety, escreveu: "(o filme) realmente faz aquilo que todos esperamos que um segundo filme não faça: revela que as idiossincrasias da estreia de um diretor não comprovado não são tão peculiares quanto fraquezas - uma decepção para aqueles de nós que esperavam que um raio pudesse cair duas vezes como no filme Thunder Road."
Grant Hermanns de Comingsoon.net deu ao filme uma nota 9,5 em 10. Chuck Bowen da Slant Magazine concedeu ao filme três estrelas em quatro. Ignatiy Vishnevetsky do The AV Club classificou o filme como B. Don Kaye do Den of Geek concedeu ao filme duas estrelas e meia em cinco. Vinnie Mancuso, do Collider, classificou o filme como A-. Meagan Navarro, do Bloody Disgusting, premiou o filme com três crânios em cinco. JimmyO de JoBlo.com deu ao filme uma nota 9 em 10.